# Declaração (informática)
Em linguagens de programação, uma declaração especifica o identificador, Tipo, e outros aspectos dos elementos de linguagem, tais como variáveis e funções. Ele é usado para anunciar a existência do elemento para o compilador, o que é importante em muitas línguas (como C) que necessitam de variáveis declaradas, antes de usá-las.
Na família de linguagens BCPL, tais como C++ e Java, também pode-se especificar a dimensão das variáveis para declarar um escalar, array ou matriz. Nesta família, as declarações, que anunciam a existência e as propriedades do elemento, e as definições (provendo a implementação real) podem ser feitas independentemente da outra. As declarações são geralmente feitas em arquivos de cabeçalho, que são destinados a ser incluídos em outros arquivos que fazem referência e usam essas declarações, mas não tem acesso à definição. Se um tipo de definição não coincide com a declaração anterior para o mesmo elemento, a situação gera um erro de compilação.
Para variáveis, definições atribuem valores a uma área de memória que foi reservada durante a fase da declaração. Para as funções, definições suprem o corpo da função. Enquanto que uma variável ou função pode ser declarada, muitas vezes, elas são tipicamente definidas uma vez. No entanto, linguagens dinâmicas, como Javascript ou Python permitem a redefinição de funções.
A declaração é muitas vezes usada para se acessar funções e variáveis definidas em arquivos de origem diferente, ou em um biblioteca.
Alguns exemplos de declarações que não são definições, em C:
```
extern
 
char
 
example1
;

extern
 
int
 
example2
;

void
 
example3
(
void
);

```

Alguns exemplos de definições, em C:
```
char
 
example1
;

int
 
example2
 
=
 
5
;

void
 
example3
(
void
)

{

 
int
 
x
 
=
 
7
;

}

```